# 蘇原中央町
蘇原中央町（そはらちゅうおうちょう）は、岐阜県各務原市の地名。現行行政町名は蘇原中央町一丁目から蘇原中央町四丁目。

## 地理
各務原市の蘇原地区に属する。町域の東部は各務西町、鵜沼三ツ池町、西部は蘇原東島町、南部は蘇原東島町、蘇原興亜町、北部は蘇原坂井町に接する。
この地域には赤星山という山があったが、1960年頃から採土が進められた。その後赤星山削って造成し、新興住宅地である中央団地として開発された。
各務原市民会館、中央ライフデザインセンターなど、公共施設が集中する地域である。
道路
- 県道17号江南関線
- いちょう通り

## 歴史
1975年（昭和50年）、中央団地（中央町団地）（8.8ha、計画戸数269戸）の造成が完了。1976年（昭和51年）5月28日に蘇原野口町の一部、蘇原熊田町の一部、各務の一部をもって蘇原中央町を設置する。
1977年（昭和52年）2月に各務原市中央公民館（現・各務原市中央ライフデザインセンター、同年8月には各務原警察署新庁舎、同年10月には各務原市民会館が竣工。1987年（昭和62年）5月に各務原市文化ホールが竣工。

## 世帯数と人口
2024年（令和6年）10月1日現在の世帯数と人口は以下の通りである。
| 丁目             | 世帯数  | 人口  |
| ---------------- | ------- | ----- |
| 蘇原中央町一丁目 | 15世帯  | 38人  |
| 蘇原中央町二丁目 | 102世帯 | 220人 |
| 蘇原中央町三丁目 | 162世帯 | 387人 |
| 蘇原中央町四丁目 | 17世帯  | 21人  |
| 計               | 296世帯 | 666人 |

## 小・中学校の学区
市立小・中学校に通う場合、学区は以下の通りとなる。
| 番・番地等 | 小学校               | 中学校               |
| ---------- | -------------------- | -------------------- |
| 全域       | 各務原市立中央小学校 | 各務原市立中央中学校 |

## 交通
- 各務原市ふれあいバス蘇原線、稲羽線、東西線、東西線（朝夕便）
- 岐阜バス倉知線

## 主な施設
- 中央ライフデザインセンター
- 各務原市民会館
- 各務原市文化ホール
- 各務原警察署
- 中央町公民館
- 赤星第1公園
- 赤星第2公園

## その他
- 現在の蘇原中央町に存在した赤星山には、太平洋戦争時に川崎航空機岐阜工場の防空壕が存在した。1945年（昭和20年）6月22日の空襲（各務原空襲）ではこの防空壕に1t爆弾が直撃し、従業員、勤労学徒ら37人が犠牲となっている[10]。地域にある公園、「赤星第1公園」「赤星第2公園」の名称は、赤星山に因む。
- 「中央」の名を持つ各務原市立中央小学校、各務原市立中央中学校は、蘇原中央町ではなく、東に隣接する各務西町四丁目に設置されている。